# Oosterland (Hollande-Septentrionale)
Pour les articles homonymes, voir Oosterland.
Oosterland est un village situé dans la commune néerlandaise de Hollands Kroon, dans la province de la Hollande-Septentrionale.